# رتیل آذینی بنگال
رتیل آذینی بنگال (نام علمی: Poecilotheria miranda) نام یک گونه از سرده عنکبوت‌های ببری است.